# Tre kronor (heraldik)

Tre kronor i vanligt utförande

Tre kronor förekommer inom heraldiken och symboliserar vanligtvis tre (kunga)riken.
Mest känd användning är som Sveriges heraldiska nationalsymbol, se vidare artikeln Tre kronor.
Andra vapen med tre kronor är:

Saint-Barthélemys flagga

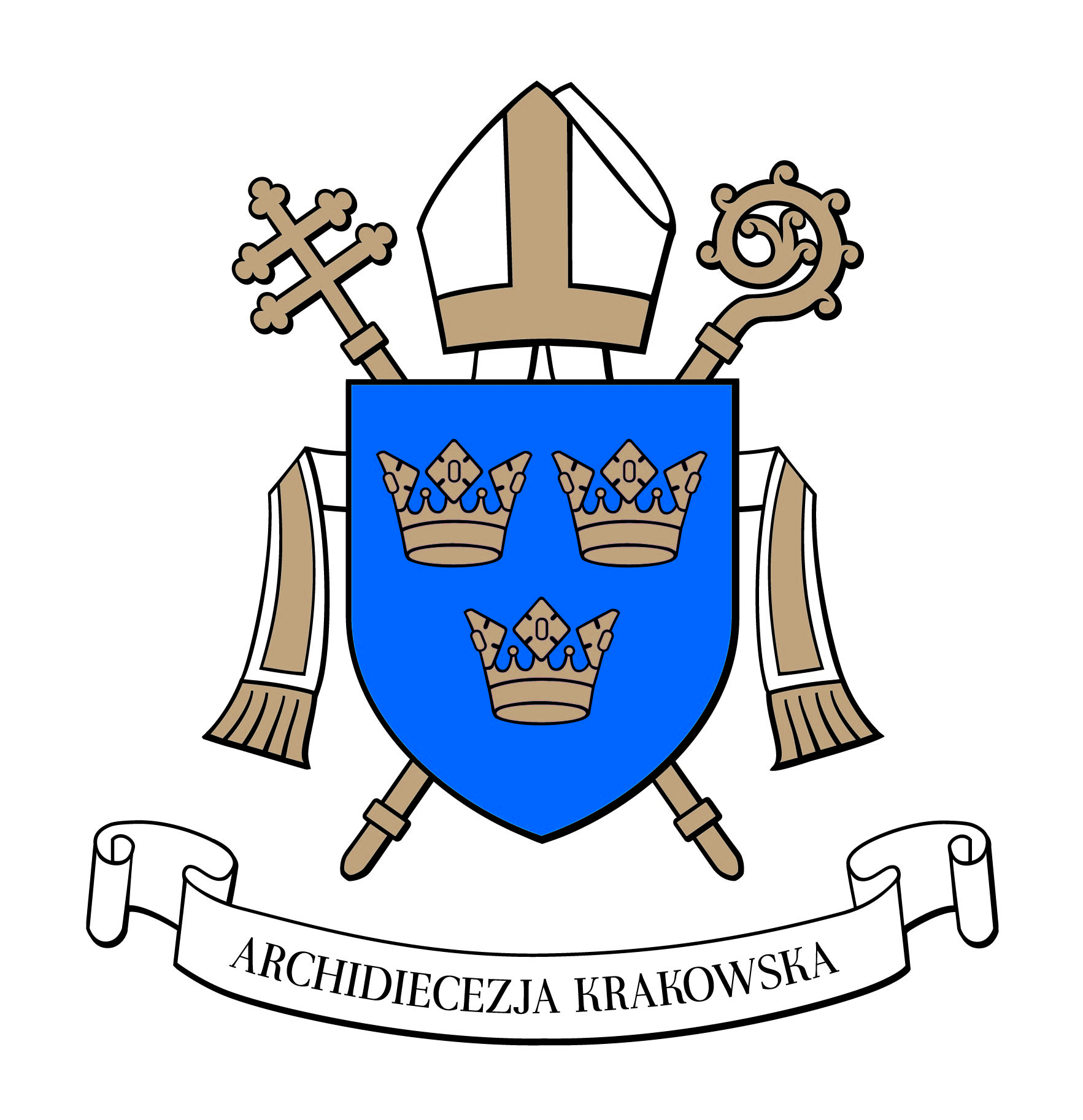
Krakows ärkestifts vapen

Provinsen Munsters vapen på södra Irland

- Som motiv för kungar i Europa förekom de tre kronorna redan år 1200, då Otto IV lät pryda de heliga tre konungars grav i gamla romanska Kölnerdomen innan grundstenen till dagens Kölnerdom lades 1248. Symbolen infördes även som nämnts i staden Kölns stadsvapen, även om det är i form av tre balkvis ordnade kronor i sköldens övre fält.
- Omkring 1290 präglades de tre kronorna på en del av de danska så kallade borgarkrigsmynten.
- I Galizien (eller Galisien), som i stort sett utgörs av södra Polen och större delen av västra Ukraina, utgör tre gyllene kronor ställda som på det lilla riksvapnet på en blå sköld den undre delen av provinsens vapenbild redan under medeltiden. Symbolen dök också upp i Polen 1296, då biskopen av Kraków förde den i sitt vapen. Traditionellt innan Polens delningar var Galizien ett viktigt centrum i Polen, där Kraków var Galiziens och hela Polens huvudstad. Galizien blev sedan en administrativ enhet i den österrikisk-ungerska dubbelmonarkin och var nominellt ett kungarike.
- Den irländska provinsen Munster använder också tre kronor av guld mot blå bakgrund.
- Än idag är ett trekronorsvapnen vapen för Oxfords universitet, dock i kombination med en bok.
- I England är symbolen belagd i det så kallade Sankt Edmundsbaneret 1299, vilket direkt knyter an till Arturslegenden. Tre kronor av guld mot blå bakgrund är också det inofficiella vapnet för den engelska regionen Östangeln, där Sankt Edmund är begravd.
- Den engelska staden Kingston-upon-Hull har som sin stadsvapen tre gyllene kronor mot blå bakgrund, men i en vertikal linje.
- Den franska ön Saint-Barthélemy i Västindien har tre kronor i sitt vapen efter att ön varit svensk koloni.
- Den ryska staden Viborg har tre kronor både i sin flagga och stadsvapen. Vapnet härrör från tiden före 1721 då staden var svensk.
- Den spanska staden Burriana i Valencia har som sin stadsvapen tre gyllene kronor mot blå bakgrund, men med en över två i stället för två över en.
- I påvens krona, se Triregnum